# Phyllophaga poculifer
Phyllophaga poculifer är en skalbaggsart som beskrevs av Bates 1888. Phyllophaga poculifer ingår i släktet Phyllophaga och familjen Melolonthidae. Inga underarter finns listade i Catalogue of Life.